# Martin Höllwarth
Martin Höllwarth, né le 13 avril 1974 à Schwaz, Tyrol, est un sauteur à ski autrichien, quatre fois médaillé olympique et triple champion du monde par équipes.

## Biographie
Champion du monde junior en 1991, il fait ses débuts en Coupe du monde en fin d'année puis gagne son premier concours à Predazzo en janvier 1992, après une deuxième place à la Tournée des quatre tremplins derrière Toni Nieminen. Il se qualifie pour les Jeux olympiques disputés à Albertville, où il remporte la médaille d'argent sur le petit et le grand tremplin en individuel et également dans l'épreuve par équipes.
Il remporte sa deuxième victoire dans la Coupe du monde en ouverture de la saison 1992-1993 à Sapporo.
Aux Jeux olympiques d'hiver de 1998 à Nagano, il est seulement 43e au grand tremplin, mais gagne la médaille de bronze au concours par équipes. Il est aussi sélectionné pour les Jeux olympiques de Salt Lake City en 2002, où il est 14e au grand tremplin et quatrième par équipes notamment.
C'est seulement en 2001, qu'il obtient son premier titre de champion du monde, dans l'épreuve par équipes en petit tremplin, tandis qu'il est médaillé de bronze dans l'individuel en petit tremplin. En 2001, il est aussi impliqué dans un accident de voiture (au volant) qui tue son ancien entraîneur Alois Lipburger.
Finalement ses meilleures saisons ont lieu entre 2003 et 2005, gagnant un total de cinq victoires dans la Coupe du monde, dont trois pour la seule édition 2002-2003, pour porter son total à huit succès, sur 29 podiums. Aux Championnats du monde 2005, pour sa dernière participation en mondial, il gagne deux médailles d'or dans les épreuves par équipes.
Il prend sa retraite sportive en 2008, avant de devenir entraîneur de l'équipe estonienne pour une année.

## Palmarès

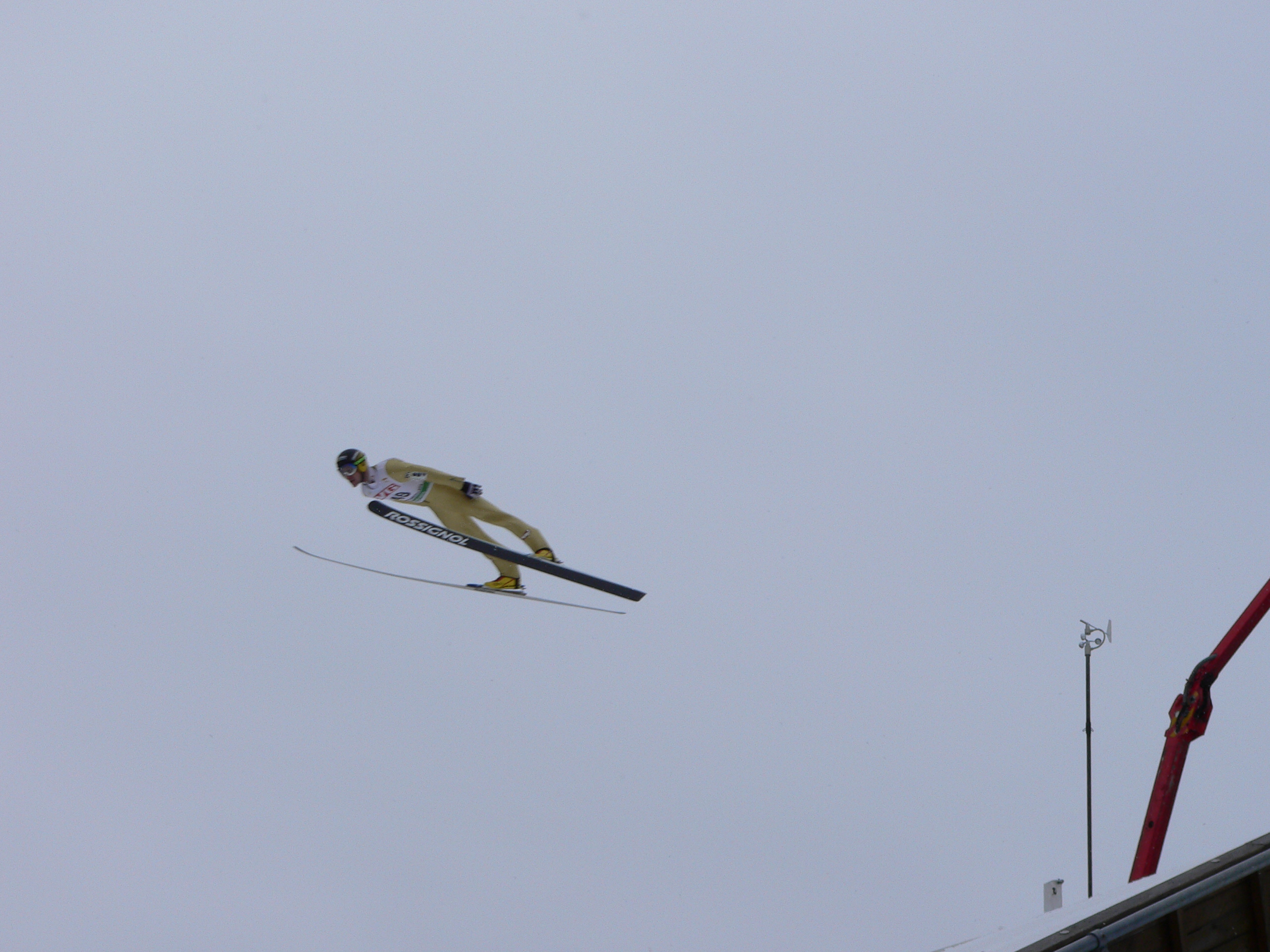
Martin Höllwarth en vol en 2005.

### Jeux olympiques
| Épreuve / Édition | Albertville 1992 | Nagano 1998 | Salt Lake City 2002 |
| Petit tremplin    | Argent           |             | 25e                 |
| Grand tremplin    | Argent           | 43e         | 14e                 |
| Par équipes       | Argent           | Bronze      | 4e                  |

### Championnats du monde
| Épreuve / Édition | Épreuve / Édition | Falun 1993 | Trondheim 1997 | Ramsau 1999 | Lahti 2001 | Val di Fiemme 2003 | Oberstdorf 2005 |
| Petit tremplin    | Petit tremplin    | 16e        | 12e            | 5e          | Bronze     | 7e                 | 12e             |
| Grand tremplin    | Grand tremplin    |            | 19e            | 14e         | 4e         | 14e                | 9e              |
| Par équipes       | PT                |            |                |             | Or         |                    | Or              |
| Par équipes       | GT                |            | 4e             | Bronze      | Bronze     | 5e                 | Or              |

 * PT:Petit tremplin; GT:Grand tremplin

### Championnats du monde de vol à ski
| Épreuve / Édition | Oberstdorf 1998 | Harrachov 2002 | Planica 2004 |
| Individuel        | 40e             | 9e             | 19e          |

### Coupe du monde
- Meilleur classement général : 5e en 2004 et 2005.
- 2e de la Tournée des quatre tremplins 1991-1992, Tournée des quatre tremplins 2003-2004 et Tournée des quatre tremplins 2004-2005.
- 29 podiums individuels : 8 victoires, 6 deuxièmes places et 15 troisièmes places.
- 13 podiums en épreuve par équipes dont 6 victoires.

#### Victoires individuelles
| Année | Lieu                                                 |
| 1992  | Predazzo (Italie)                                    |
| 1993  | Sapporo (Japon)                                      |
| 1997  | Willingen (Allemagne)                                |
| 2003  | Trondheim (Norvège), Titisee-Neustadt x2 (Allemagne) |
| 2004  | Zakopane (Pologne)                                   |
| 2005  | Bischofshofen (Autriche)                             |

#### Classements généraux
| Compet'/Année | Compet'/Année | Classement général | Classement général |
| ------------- | ------------- | ------------------ | ------------------ |
| Compet'/Année | Compet'/Année | Class.             | Points             |
| 1992          | 1992          | 10e                | 112                |
| 1993          | 1993          | 13e                | 55                 |
| 1994          | 1994          | 90e                | 2                  |
| 1995          | 1995          | 53e                | 37                 |
| 1997          | 1997          | 26e                | 244                |
| 1998          | 1998          | 18e                | 293                |
| 1999          | 1999          | 18e                | 568                |
| 2000          | 2000          | 16e                | 347                |
| 2001          | 2001          | 13e                | 374                |
| 2002          | 2002          | 6e                 | 737                |
| 2003          | 2003          | 6e                 | 925                |
| 2004          | 2004          | 5e                 | 731                |
| 2005          | 2005          | 5e                 | 1178               |
| 2006          | 2006          | 40e                | 59                 |
| 2007          | 2007          | 18e                | 284                |
| 2008          | 2008          | 53e                | 26                 |

### Grand Prix
- Meilleur classement général : 2e en 2004.
- 3 victoires individuelles.